# 왕푸징

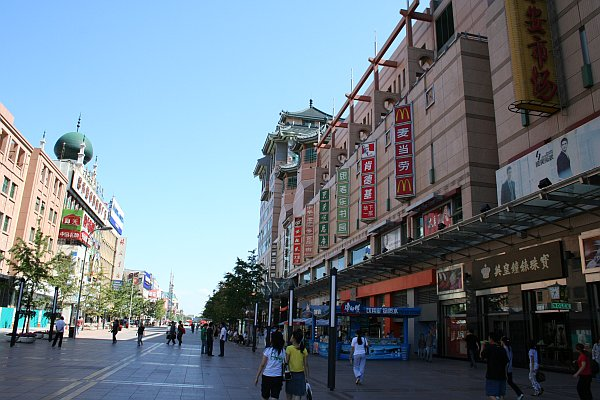
왕푸징

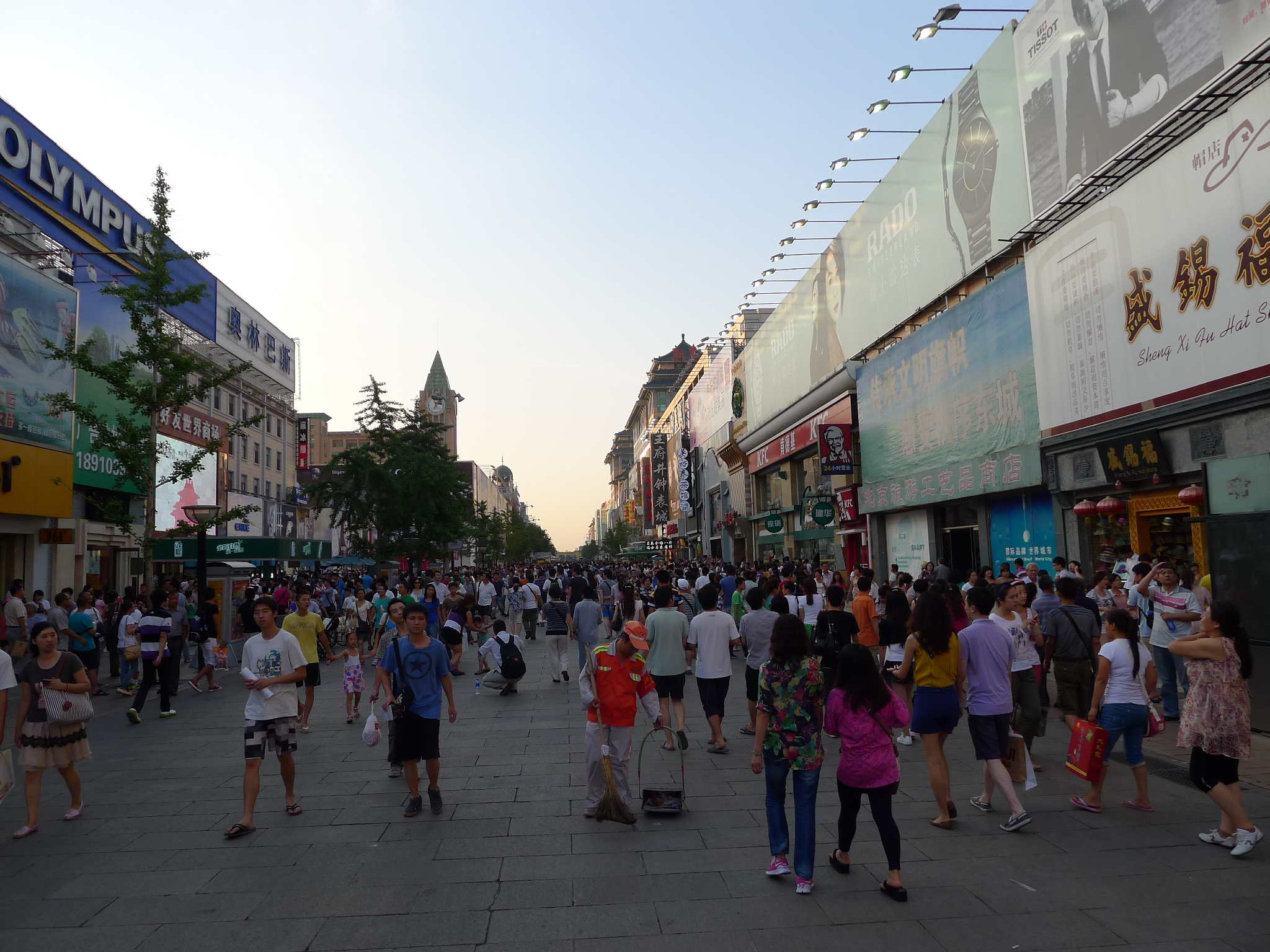
베이징 왕푸징 거리

왕푸징(중국어: 王府井)은 베이징 중심부 둥청 구에 있는 번화가이다. 외국인 유치를 위해 전략적으로 거리를 조성했기 때문에 외국인 관광들에게 인기있는 지역이 되었다.

## 개요
동장안가(東長安街)를 통하여 오사대가(五四大街)까지의 남북대로를 왕푸징 대가(王府井大街)라고 부르고 있지만, 그 중 동단이조를 통하여 둥안먼 대가(東安門大街) 사이는 보행자 천국이 되고 있다. 동방광장이나 신동안 시장 등의 거대 백화점이나 음식점이 나란히 서 있어 중국의 지방 관광객이나 외국인 관광객의 모습도 많다. 보행자 천국으로 되어 있지 않은 대로의 북부는 호텔이 많이 입지하고 있다. 왕푸징이란 일찍이 명나라 시대, 여기에 왕부(왕족 저택)의 우물이 있었던 것에서 유래한다고 한다. 우물이 있던 장소에는 맨홀형의 기념비가 지면에는 붙어 있다. 덧붙여 이 구간은 손수레 버스도 운행되고 있지만, 거리의 미관을 위해서 가선을 철거했기 때문에, 이 구간은 전원을 내리고 배터리로 운행되고 있다.

### 호텔
- 북경 반점(北京飯店,Beijing Hotel)
- 래플즈 북경(北京萊佛士飯店,Beijing Raffles)
- 북경 귀빈로 반점(北京貴賓楼飯店,Beijing Grand Hotel)
- 그랜드 하얏트 북경(北京東方君悦大酒店,Grand Hyatt Beijing)
- 천린왕조 반점(天倫王朝飯店,Sunworld Dynasty Hotel)
- 천린성학 대반점(天倫松鶴大飯店,Sunworld Hotel)
- 페닌슐라 팔레스(王府飯店,The Peninsula Palace)
- 왕푸징 대반점(王府井大飯店,Wangfujing Hotel)
- 대만 반점(台湾飯店,Taiwan Hotel)
- 화교 대하(華僑大厦,Prime Hotel)
- 수도 대주점(首都大酒店,Capital Hotel)

## 같이 보기
- 왕푸징 역